# Rasistický útok v Krupce
Rasově motivovaný útok v Krupce bylo loupežné přepadení, které se odehrálo 29. dubna 2010 poblíž nádraží v městské části Bohosudov v Krupce v Ústeckém kraji. Podle rozhodnutí Krajského soudu v Ústí nad Labem došlo během útoku k naplnění skutkové podstaty trestných činů vydírání, loupeže, znásilnění a pokusu o vraždu. Soud rovněž rozhodl, že útok byl veden rasovým motivem. Vrchní soud v Praze na základě odvolání obhajoby i státního zástupce zrušil kvalifikaci trestného činu jako pokusu o vraždu, ale potvrdil, že útok byl veden rasovým motivem.

## Útok
Útok se odehrál 29. dubna 2010 v krupské části Bohosudov. Dvanáctiletého Patrika z dětského domova v Duchcově, který byl na cestě za matkou v Ústí nad Labem, zastavili u bohosudovského nádraží v Krupce dva romští mladíci ve věku 14 a 17 let. Chtěli po něm peníze nebo mobilní telefon, poté co zjistili, že u sebe nic nemá, vzali mu bundu a boty a pak ho odvlekli do blízkého lesíka. Tam ho podle obžaloby brutálně napadli bitím a kopáním a následně donutili k orálnímu sexu. V průběhu útoku se pachatelé oběti zeptali, zda ví, co dělal Hitler za války s cikány v koncentráku. Následně mu oznámili, že to nyní budou dělat s ním, protože je bílý.
Těžce zraněný Patrik se po útoku doplazil na nádraží, kde mu přítomní lidé přivolali pomoc. Skončil na jednotce intenzivní péče v nemocnici v Ústí nad Labem. Při ošetření bylo zjištěno, že utrpěl tržnou ránu na hlavě, frakturu žeber, natržení sleziny a pohmoždění dalších orgánů.

## Pachatelé a soudní řízení
Krajský soud v Ústí nad Labem uznal staršího z pachatelů vinným z pohlavního zneužití, znásilnění, loupeže, vydírání a pokusu o vraždu ve spolupachatelství, čin označil za rasistický a mladíkovi uložil trest 10 let vězení. Vzhledem k nízké inteligenci a rodinnému prostředí, z něhož pachatel pochází, není podle soudního znalce předpoklad, že se napraví. Soudkyně Elsnicová prohlásila, že by v jiných zemích také z tohoto důvodu dostal za svůj čin doživotí nebo trest smrti.  Staršímu útočníkovi byl později Vrchním soudem v Praze trest snížen na 5 let. Proti původnímu rozsudku se odvolal útočník, odvolání ve prospěch romského útočníka podal i státní zástupce, protože nesouhlasil s kvalifikací činu jako pokusu o vraždu. Po uplynutí pětiletého trestu byl umístěn do detenčního zadržení v Brně z důvodu své nebezpečnosti pro okolí. Při IQ 41 v pásmu imbecility je klasifikován jako pacient. V zařízení s režimem podobným vězeňskému pravidelně absolvuje psychologická cvičení.
Mladší z obou útočníků, kterému v době útoku ještě nebylo 15 let, nemohl být potrestán vězením. Byl umístěn do Výchovného ústavu v Chrastavě, kde podle ústecké soudkyně Kamily Elsnicové vyhrožoval dalším svěřencům i personálu. Kvůli své nezvladatelnosti byl přeložen do Výchovného ústavu v Děčíně odkud několikrát utekl za což byl pravomocně odsouzen k ročnímu vězení. Následně na něj byl vydán zatykač. Vypátrán a zatčen byl v září roku 2015. Nikolas Bady v dalším životě spáchal sérii trestných činů spočívajících mimo jiné v domácím násilí či loupežném přepadení.

## Reakce
Starosta Krupky Milan Puchar prohlásil, že oba pachatelé pocházejí z problémových rodin. „Kdybych měl tu možnost a v ruce razítko Trvalý pobyt nežádoucí, hned bych ho použil,“ dodal.
Případ vyvolal rozhořčení části internetové veřejnosti, na sociální síti Facebook dokonce vznikla sbírka s cílem pořídit chlapci různé dárky. Za výtěžek ze sbírky byl na ozdravném pobytu v Lázních Kynžvart. Útok odsoudily mimo jiné romské organizace, např. výkonný ředitel sdružení ROMEA Zdeněk Ryšavý.
Případ byl srovnáván se žhářským útokem ve Vítkově. Komentátor Zbyněk Petráček v Lidových novinách při takovém srovnání prohlásil, že na rozdíl od Vítkova nešlo o pokus o rasově motivovanou vraždu, Martin Fendrych naopak v Týdnu zdůraznil odlišnost v tom, že útočníci v Krupce nebyli organizovaní v žádném hnutí nebo politické straně, jelikož žádná taková, oproti Dělnické straně nebo Dělnické straně sociální spravedlnosti, neexistuje.
V reakci na tento útok sdružení HERPNO (Hnutí za efektivní řešení problematiky nepřizpůsobivých obyvatel) zahájilo petiční akci za to, aby politici přistupovali k rasistickým činům stejně, ať je spáchají Romové nebo ostatní občané. Nevymahatelnost práva a dvojí metr zvyšuje podle organizátora petice v majoritní společnosti pocit nespravedlnosti a napětí, které využívají radikální strany. Petici Chceme stejný metr podepsalo 2600 lidí. Organizátory popudilo, že petici osobně nepřevzal vládní zmocněnec pro lidská práva Michael Kocáb. Ten se k případu vyjádřil oficiální zprávou, ve které uvedl: „Násilí a zejména násilí s rasovým podtextem je třeba kategoricky odmítat a vyvozovat trestněprávní důsledky padni komu padni.“
V souvislosti s případem neznámý pachatel protizákonně zveřejnil na internetu fotografie obličeje dětské oběti.

### Pochod DSSS
Rok po incidentu 9. dubna 2011 proběhl v Krupce pochod organizovaný Dělnickou stranou sociální spravedlnosti, která měla podle slov pořadatelů podpořit zraněného Patrika. V průběhu akce policie zasáhla proti místním Romům a dalším aktivistům blokujícím schválenou trasu pochodu.